# Max Jacob
Max Jacob nacido Max Jacob Alexandre (Quimper, Bretaña, 12 de julio de 1876-Campo de concentración de Drancy, 5 de marzo de 1944) fue un escritor, poeta, dramaturgo y pintor francés.

## Biografía
Originario de una familia judía, volteriana y no practicante, aunque más adelante se convirtió al catolicismo, después de tener muchas visiones. Su orientación sexual -homosexual- le atormentó toda su vida.

### Historia de un nombre
Su madre Prudence Alexandre, de soltera Jacob, quiso cambiar el apellido familiar y puso a sus tres hermanos menores Jacob como segundo nombre (Gaston Jacob, Max Jacob, Jacques Jacob). Posteriormente el padre, Samuel Alexandre, y sus hijos cambian de nombre en el estado civil y adoptan oficialmente el apellido "Jacob", por el que son conocidos. "Jacob" tiene la ventaja adicional de ser, como muchos nombres bíblicos, un apellido típicamente de Cornualles. Max Jacob Alexandre tenía doce años cuando se convirtió en Max Jacob

### Infancia bretona
Viviendo en el primer piso de una elegante casa nueva en la calle del Parque, a lo largo del Odet, el pequeño Max pasó una infancia cómoda en Quimper, imbuido de leyendas y el fervor católico por el perdón, exaltado por la derrota de 1870, la participación del clero en el revanchismo y la "reparación moral ", luego la política del "espíritu nuevo", en particular a través del culto del Sagrado Corazón. Al no haber recibido el bautismo, sufrió la exclusión de esta vida fervorosa. Desde los ocho años se divertía prediciendo el futuro de sus compañeros y haciendo horóscopos. Se burla de los niños bretones y juega a los  "sueños inventados ”. A los trece años, para curar su desbordante nerviosismo, fue enviado a París para consultar a Jean-Martin Charcot, quien practicaba psicoterapia basada en la sugestión y en ocasiones recurría a la hipnosis. Pasó el curso escolar 1890-1891 en una residencia de ancianos para adolescentes de medios privilegiados. A su regreso de esta experiencia parisina, donde tomó conciencia de las bellas artes y la música, inició una brillante educación, conversando a menudo en privado con sus maestros, recibiendo premios en historia, ciencias naturales, alemán, retórica. Se entusiasmó con Charles Baudelaire y Jules Laforgue y junto con sus compañeros más entusiastas, trató de editar revistas literarias que molestaron al director y las prohibió. En 1894, obtuvo un octavo lugar en el concurso de filosofía general, y se le ofreció una beca para prepararse para el curso de la escuela normal, en una clase, de la prestigiosa escuela Lycée Lakanal, que no aceptó.

### Estudiante en el París de la Belle Époque
A principios del año escolar de 1894, Max Jacob elige seguir en París los pasos de su hermano mayor, Maurice “el Africano”, en la Escuela Colonial. Pensó convertirse en ejecutivo de la administración colonial de Indochina. Alojándose en el Hotel Corneille, en el Barrio Latino, siguió en paralelo el curso de la Facultad de Derecho de la Sorbona.
El 4 de marzo de 1895, su mejor amigo, Raoul Bolloré, sobrino nieto del industrial Jean-René Bolloré.y genio precoz, por quien sentía una especial admiración, se suicidó en Rennes, arrojándose al río Vilaine. Llevará luto melancólico toda su vida. Suspendió todos sus exámenes y el año escolar 1895-96  repitió curso, tanto en la Facultad de Derecho como en la Escuela Colonial. Aprovechó para preparar con anticipación  los exámenes de ingreso a la administración penitenciaria colonial.

### Periodista
En diciembre de 1898, Max Jacob, presentado por el pintor y amigo Fernand Alkan-Lévy a Roger Marx y recomendado por él, comenzó a ejercer como crítico de arte bajo el nombre de su abuelo materno, Léon David, en el "Moniteur des arts", lo que le permitió visitar con frecuencia las exposiciones de arte. En septiembre de 1899, fue ascendido a redactor jefe de "La Revue d'art", nuevo título de esta revista, publicada por Ernest Flammarion y retomada por Maurice Méry.
Este último cuida al joven como un padre y Madame Méry recibe a cenar al protegido de su marido. Afianzado en la carrera de periodista, Max Jacob, alias Léon David, lleva barba y levita. Se convirtió en el objeto del orgullo familiar. Cobrando veinte francos, una suma relativamente considerable, por artículo semanal, se regaló lecciones de dibujo en el estudio de la Académie Julian.
A algunos lectores les irrita el tono condescendiente y el estilo pedante con el que los artículos de Léon David proclaman el fin del clasicismo, hasta el punto de que su director, Maurice Méry, se siente obligado a tomar su pluma y defender la independencia de sus periodistas. Cansado de la profesión de escritor y exasperado por un público conformista, Max Jacob renunció a fines de octubre de 1899. En enero de 1900, volvió a ocupar el cargo de secretario de redacción en "Le Sourire", revista satírica fundada por Maurice Méry cuatro meses antes y perteneciente al mismo grupo de prensa "Le Gaulois". Publicó artículos allí, algunos de los cuales fueron firmados con el nombre de su editor en jefe, Alphonse Allais.
Max Jacob, reconocido por la profesión periodística y estimado por los pintores pero decepcionado por su "conquista de París", decidió probar suerte en su provincia. Lo que lo determinó a terminar su carrera fue la constatación del desfase entre el lenguaje que utilizaban los periodistas y su proyecto inicial de convertirse en escritor. Publicó su último artículo en Le Sourire  el 21 de diciembre de 1901, un poema en forma de sonrisa titulado Funeral.
Regresó a Quimper, con veinticinco años, probó suerte en varios oficios, incluido el de carpintero. Frustrada su esperanza de obtener un trabajo como oficial menor, regresó a París, donde encontró una habitación en el Quai aux Fleurs. Se encuentra sin apoyo y multiplica los trabajos de prueba. En 1902, fue empleado de un abogado, tutor y trabajador del almacén Voltaire.

### La aventura del arte moderno
Fue en Montmartre, en casa de Pere Mañach, donde en junio de 1901, después de haber admirado uno de los cuadros expuestos en la galería de Ambroise Vollard, Max Jacob, que dejaba su tarjeta cada vez que iba a la pinacoteca con una nota para el pintor desconocido, conoció a Pablo Picasso; el joven pintor recién llegado de España y cuyo compañero de desgracias, Carlos Casagemas, acababa de suicidarse, hizo amistad con Max y éste le ayudó a familiarizarse con el idioma y el París de las artes.

### La bohemia de Montmartre
En octubre de 1902, Pablo Picasso, que había vuelto a Barcelona en enero, retorna a París. Los dos hambrientos acuerdan compartir la habitación alquilada por Max Jacob en el bulevar Voltaire. Allí duermen por turnos, el poeta de noche, el pintor de día. Esta sobreexplotación practicada por los mercaderes de sueños era bastante habitual en un París hausmaniano poblado de trabajadores. Para pagar su parte, Max Jacob acepta cualquier trabajo. Vende horóscopos en palacios, a mujeres demi-monde y sus clientes, falsos príncipes rusos.
En enero de 1903, Pablo Picasso vuelve a Barcelona y Max Jacob se traslada al bulevar Barbès, al pie de la colina de Montmartre. Entabló una gran amistad con André Salmon, a quien conoció en junio de 1902, al mismo tiempo que Edmond-Marie-Poullain. en el "Caveau du Soleil d'or", durante una de las veladas de "La Plume" organizadas por Karl Boès y frecuentadas también por un amigo de este último, su antiguo director Alphonse Allais. Se hizo amigo de otros pintores que frecuentaban el bohemio Montmartre en el Chat noir: Georges Braque, Henri Matisse, Amedeo Modigliani, y también de críticos de vanguardia, incluida Beatrice Hastings. Por entonces tuvo un romance libertino con una mujer infeliz en su matrimonio que conoció en el bar donde desayunaba y la invitó a compartir su habitación: Cécile Acker,“la única pasión violenta de mi vida”, le dijo a Picasso.
Permanece alojado y vestido miserablemente. Picasso, que se ha enriquecido, se ha mudado a un gran apartamento burgués en la "Place de Clichy" y tiene un sirviente, pero niega a su excompañero de desgracia la ayuda económica que éste le pide. Sin embargo, el pintor graba cuatro planchas de cobre para ilustrar la primera obra propiamente moderna de su amigo, "San Matorel". Es el primer libro cubista. La idea del editor, Daniel-Henry Kahnweiler, es promover el arte moderno asociando pintores y poetas.
En lugar de alimentarse, Max Jacob gasta con sus amigos la poca pensión que recibe de su padre en malos vinos en el Lapin Agile y otras tabernas. Sobrevive gracias a pequeños oficios, barrer, cuidar niños... Una tarde de junio de 1907, en compañía de dos parejas, a las que se unen Maurice Princet y su mujer Alice, experimenta el haschich. Max Jacob solía distribuir talismanes a sus amigos. Una tarde de quiromancia, en 1911, a la pareja Laurencin- Apollinaire, les predijo su trágico destino.

### Robo de la Mona Lisa
En septiembre, el tema sobre el robo de la la Mona Lisa rompe amistades: consideraron sospechosos a Apollinaire y Picasso, fueron detenidos e interrogados y aunque se les declaró inocentes, Picasso tuvo un ataque de paranoia agorafóbica durante el cual rasga las paredes para evitar a una fuerza policial imaginaria, se encierra triplemente y excluye al que se ha convertido en su rival más talentoso, Juan Gris.

### Vocación mística
Solo frente a sus demonios, Max Jacob estudió, en la biblioteca durante el día y velando por la noche, los textos místicos, el Zohar y algunos otros textos de Cabalá, Budismo, astrología y todo tema de ocultismo. Siempre hambriento, añade a su consumo de éter, que compra por litros, el de tisanas de beleño, que utiliza para invocar demonios, pero lo que le pasa en septiembre de 1909, es de una naturaleza completamente diferente. Cuando regresaba de la Biblioteca Nacional, se le apareció la imagen de un ángel en la pared de su habitación; cuando levanté la cabeza, ¡había alguien en la pared! ¡Había alguien! Había alguien en el tapiz rojo. Mi carne cayó al suelo. ¡Me desvistió un rayo!». Rodea la apariencia con un círculo dibujado en el revestimiento de la pared. Ateo criado, pero sensible a las raíces judías de su familia, se convirtió interiormente al catolicismo. Durante dos años  se sumergió en lo que sería el trabajo de su vida, una exégesis ocultista del Evangelio, el Antiguo Testamento y los Padres de la Iglesia, que le dieron las claves de las visiones que seguían absorbiendo su mente. Allí busca respuestas a las voces que le dicen Na!, que significa "secreto" en hebreo. Encuentra allí las pruebas de que el genio es una forma del fenómeno de la posesión, manifestación del Espíritu Santo que es, según él, el quid del Evangelio. 
En octubre de 1911, después de dos años de estudio, el Comentario a los Evangelios de Max Jacob está listo para ser impreso. Según la Doctrina, desde finales de los tiempos evangélicos, Jesucristo, como anunció en su discurso de despedida, interviene con los creyentes a través de la Iglesia que fundó y de sus santos, para ser los únicos intérpretes del Paráclito, y no directamente por apariciones de sí mismo. So pena de ser considerado un hereje, Max Jacob debe dejar de publicarlo. Sólo quedarán algunos ecos de ella en las conferencias que impartirá, en particular en la de Paul Poiret el 26 de enero de 1912 y en Madrid en febrero de 1926. El manuscrito, rechazado para su publicación por Gallimard, está archivado en la Biblioteca Doucet. Una versión póstuma se publicará en 1947.
En 1914 completa con El asedio de Jerusalén, “drama irrepresentable”  ilustrado por Pablo Picasso y Eugène Delâtre, el ciclo de su itinerario espiritual iniciado en 1911 a través del personaje de San Matorel, al que añade un codicilo,
El 16 de diciembre de 1914, tiene una visión de Cristo, durante una sesión de cine. Dos meses después de su visión, el 18 de febrero de 1915, Max Jacob, de treinta y ocho años, recibe el bautismo bajo el patrocinio de Cyprien, en el convento de Sion, siendo Pablo Picasso su padrino. Cree poder compartir su misticismo con Amedeo Modigliani, pero este último, como antes Picasso, prefiere a las mujeres.

### Homosexualidad
En agosto de 1925, Max Jacob conoce a Pierre-Michel Frenkel, encarnación de "Thomas el impostor" que vive del dinero que le dan las damas que asisten a los salones de baile. Max Jacob sintió una “atracción” por este estudiante de veinte años y durante dos meses se comprometió a convertirlo a la meditación religiosa, pero terminó cediendo al encanto del “diablo”. Para Max, sus cincuenta años alimentan una pasión pederasta que mezcla homosexualidad y educación intelectual, trascendiendo el amor carnal y, contrariamente a éste, sin reducir a la pareja a objeto de goce, sino que desearía su elevación. Max Jacob se consolida en este amor místico concebido como sublimación del amor carnal por la enseñanza del "Libro del Amigo y del Amado", que tradujo en 1919, y por el ejemplo de Ana Catalina Emmerick, cuyas visiones fueron publicadas con ocasión. de su segundo juicio de beatificación. 
Pasó sus vacaciones durante dos años seguidos, con amigos artistas en Douarnenez, allí la sociedad le ofrecía un ambiente menos pesado que el burgués y conformista, incluso homofóbico, de su Quimper natal. Está ahí, en junio de 1930, y se encuentra a la pareja Frosca Munster acompañada de su amante, Christopher "Kit" Wood, un pintor inglés de veintinueve años, que le hizo un famoso retrato. Max Jacob, que ha confesado su homosexualidad tuvo con él una relación. Menos de un mes después, Christopher Wood, arruinado material y moralmente por su adicción a las drogas, se suicida, arrojándose debajo del tren que entraba en la estación.
A principios de la década de 1930, Max Jacob se instaló en el mismo hotel que Jean Cocteau. Es un habitual del célebre cabaret "Le Boeuf sur le Toit". Encuentra allí a los antiguos músicos del Grupo de Los Seis y se convierte en libretista de los compositores Francis Poulenc, Henri Sauguet, Georges Auric. También frecuenta allí a jóvenes y se enamora de un gigoló argentino, Reggie de Sablon-Favier, alias Reggy, que también se suicidó tras un cambio de fortuna.

### Viaje a España
El 5 de febrero de 1926, por iniciativa de José Bergamín, Max Jacob fue a Madrid. Acogido en la Residencia de Estudiantes por Alberto Jiménez Fraud, con quien Salvador Dalí y la futura Generación del 27 están finalizando sus estudios, imparte dos conferencias sobre el tema religioso del simbolismo de las Escrituras. No las preparó pero fueron muy bien recibidas. Aprovechó estas dos semanas de 1926 para descubrir el Prado, El Escorial y Toledo.
Durante este año 1926, su amigo Pierre Reverdy, después de haber roto con Coco Chanel, se retira definitivamente a la abadía de Solesmes. Por entonces, Max Jacob ha adquirido bastante notoriedad, recibe suficientes ingresos de sus editores, incluida la prestigiosa casa Gallimard con la que imprudentemente se había comprometido dos años antes a escribir dos novelas a cambio de una mensualidad de quinientos francos.
Su notoriedad le valió las solicitaciones de jóvenes poetas que le fastidiaban, como Edmond Jabès. pero a los que se obligaba a prodigar sus fastidiados consejos. Le costó también el oprobio de la prensa católica, que lo desespera. Hay un largo camino desde Max Jacob hasta los escritores católicos Paul Claudel o François Mauriac. Diez años antes, apoyó calurosamente el panfleto de Julien Green  denunciando la hipocresía católica. Para vencer la hostilidad de los conservadores, contó desde 1934 con el apoyo del joven Abbé Morel en la redacción de una antología católica que obtiene el imprimatur pero el proyecto, repetido muchas veces en nuevas formas hasta la víspera de su muerte, no prosperará.

### Homenaje
Mientras tanto, el 13 de julio de 1933, André Salmon lo hizo nombrar Caballero de la Legión de Honor por el ministro de Educación Nacional Anatole de Monzie, amigo de Marc Sangnier. En otoño, se mudó a un entresuelo en la rue de Duras, que alquiló y vivió con su agente Pierre Colle, el hijo de un amigo de la infancia que vivía desde hacía dos años con el joven Christian Dior en una galería de arte. En el París social, muestra cierto dandismo.

### Detención y muerte
La Segunda Guerra Mundial le sorprendió en Saint-Benoit, donde, por consejo de un amigo sacerdote, residía desde la primavera de 1921, llevando la vida monacal de un oblato secular adjunto a la abadía de Fleury. Su poesía testimonia a partir de entonces el cuasi-quietismo que asume dolorosamente su vida de pecador como una condición de su redención. Su origen judío le costó, seis meses antes de la Liberación de París, ser arrestado por la Gestapo, destino que aceptó como un martirio liberador. Apresado en el monasterio por la gendarmería francesa fue conducido al campo de concentración de Drancy, donde murió a los cinco días, en 1944, treinta horas antes de su programada deportación a Auschwitz.

### Tumba
Como todos los prisioneros que murieron en Drancy, Max Jacob fue enterrado en el cementerio de Ivry. El entierro se realizó a cargo del gobierno en abril de 1944. De acuerdo con el deseo del poeta, que vio en el paisaje de "Saint-Benoît-sur-Loire" una pintura cubista, los restos de Max Jacob reposan desde marzo de 1949 en el cementerio del pueblo. El día anterior, los huesos fueron exhumados del cementerio de Ivry, previo acuerdo con la viuda del albacea testamentario Pierre Colle, fallecido un año antes, y del último superviviente de la familia del difunto, su hermano Jacques. El transporte se hizo en un camión militar a cargo del Estado, bajo la "restitución de los cuerpos de los internos y deportados políticos o raciales". La tumba está adornada con un retrato de bronce realizado en 1935 por su amigo René Iché.

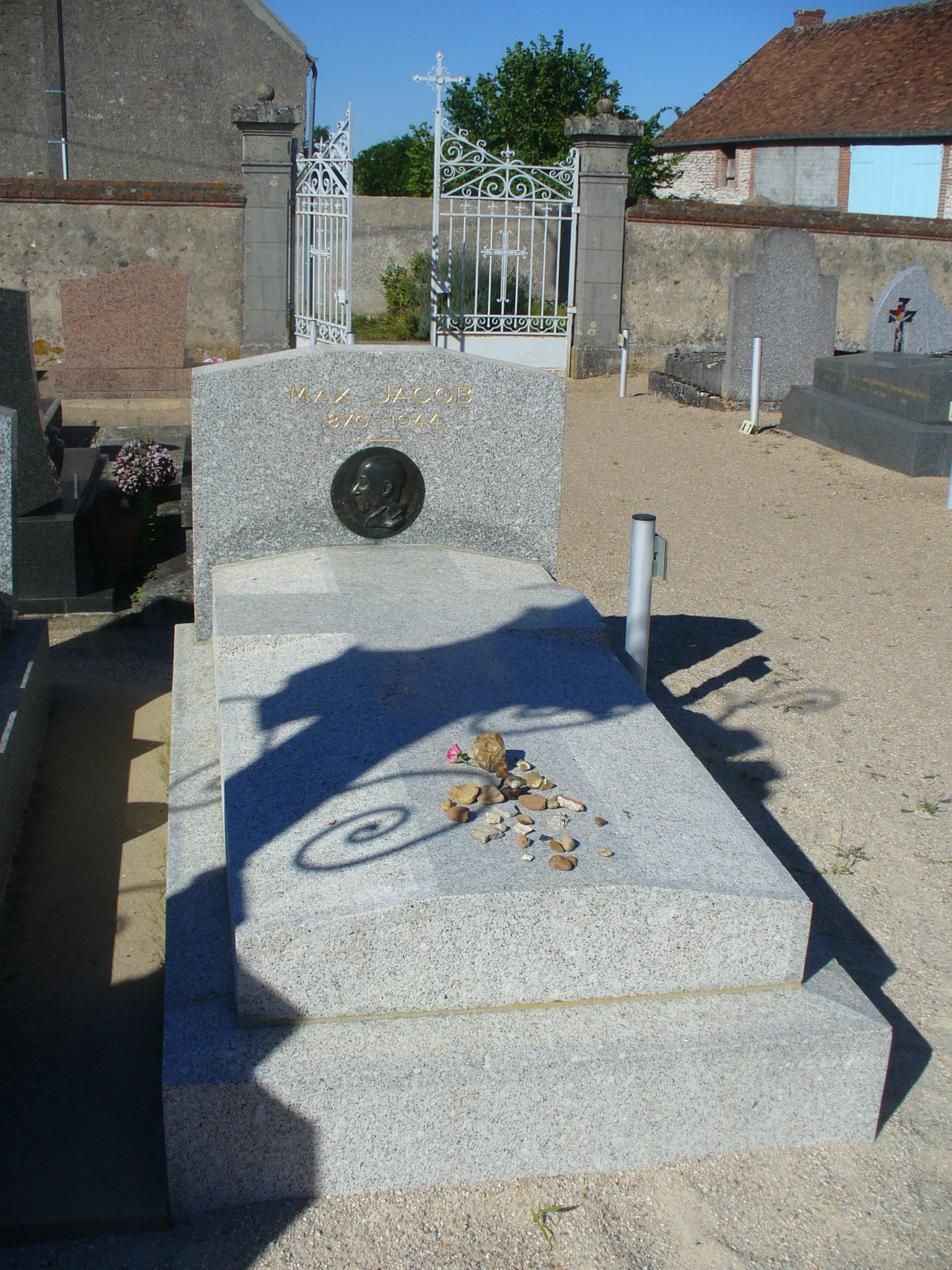
Túmba de Max Jacob

## Obra

### Inicios
Precursor del dadaísmo y luego del surrealismo sin adherirse a ellos, trasformó la poesía francesa con su verso libre y burlesco a  partir de 1917, después de haber abandonado su carrera de periodista. Fue amigo de Pablo Picasso, dejó sus estudios para seguir a los cubistas que se instalaron en Montmartre, París, donde conoció, entre otros, a Apollinaire, Modigliani y Juan Gris.

### Pintor
Como artista vivió principalmente de su pintura, la cual ha sido asimilada a la Escuela de París; a partir de 1934 se transforma en cronista influyendo principalmente sobre Jean Cocteau, y muy riguroso con su teoría estética, la cual, al lado del misticismo que anima su escritura, sirve en 1941 de fundamento a la Escuela Rochefort.

### Hombre de letras
Un año y medio después de la prematura muerte de Amedeo Modigliani, un tuberculoso destruido por el alcohol, Max Jacob renunció definitivamente a los psicotrópicos y en 1921, se exilió en Saint-Benoît-sur-Loire, alojado por el Abad "Albert Fleureau". Fue allí donde completó un largo poema en verso que expresaba su lenta recuperación, "Le Laboratoire central", que dedicó al joven Abad Morel, “discípulo y maestro”. En Saint Benoît recibe la visita de sus amigos de camino a la Costa, como André Sauvage y Jean Cocteau.
Cuando no está escribiendo, Max Jacob se convierte en viajero. En Saint Brieuc, Jean Grenier le presenta al novelista Louis Guilloux. En su Cornualles natal, se hizo amigo del pintor Lionel Floch y fue recibido en el círculo de Saint-Pol-Roux. Se queda con compañeros de fiesta, como Louis Émié en Burdeos, lo que le supone tener oportunidades para recaer en su alcoholismo mundano. Cuando está en París, va los domingos a Boulogne, donde tuvo la suerte de conocer a un joven talento, André Malraux.
En 1925, estuvo en Roma para el jubileo, donde, hospedado por Paul Petit, se reencontró con su amigo Jean Grenier que aparece en  una de sus obras más importantes, "Los penitentes con jersey rosa", que no llegó a completar. Escaso de dinero, está a punto de vender las cartas que tiene de Apollinaire y Picasso, pero cambió de opinión.

### Poeta
Su producción inicial fue frenética, aunque no se conservan muchos de sus primeros escritos. Su obra Saint Matorel, de 1909, constituye su primera gran creación literaria en el terreno de la novela mística. Su éxito fue acompañado de diversas incursiones en el neoimpresionismo en la pintura, y el surrealismo y el dadaísmo en la literatura. Su obra más importante Le siège de Jérusalem (El asedio de Jerusalén) fue publicada en 1914, coincidiendo con su conversión al catolicismo. Otras obras importantes fueron  Le cornet à dés (El cubilete de dados, colección de poemas en prosa), La defensa de Tartufo (1919) y Le nom (1926).

## Obras (en español)
- El cubilete de dados, prólogo y tr. Guillermo de Torre, Madrid: Losada, 2006, ISBN 9788496375215.
- Espejo de astrología, trs. J. Juncá y C. Serra, Palma de Mallorca: Cort, 2005, ISBN 9788475355702.
- Filibuth o el reloj de oro, tra F.G.F. Corugedo, Barcelona: Acantilado, 2012, ISBN 9788415277569.
- Los penitentes en camiseta rosa, Jacob, Max /Tajan, Alfredo /Jiménez  Millán, Antonio, ISBN 9788493842796.
- Consejos a un joven poeta, Jacob, Max, ISBN 978-84-9716-930-1

## Selección de sus obras (en francés)

### Cuentos y relatos
- Histoire du roi Kaboul et du marmiton Gauwain, Alcide Picard & Kaan, París, 1903.
- Le Géant du Soleil, supplément au Journal des Instituteurs, Librairie générale, París, 1904.
- Le Roi de Béotie, Gallimard, París, 1921.

### Escritos poéticos
- Saint Matorel, Kahnweiler, París, 1911, réed. Gallimard, París, 1936.
- Le Phanérogame, A costa del autor, París, 1918.
- Cinématoma. La Sirène, 1920, réed. Gallimard, París, 1929.

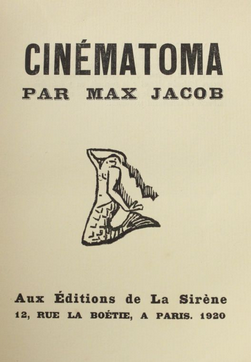
Cinematoma

### Poemas en prosa y verso
- La Côte. Chants bretons, A costa del autor, París, 1911.
- Les Œuvres burlesques et mystiques de Frère Matorel, mort au couvent de Barcelone., Kahnweiler, París, 1912.
- Le Cornet à dés, A costa del autor, París, décembre 1917, rééd. Gallimard, París, 1945.
- Les Alliés sont en Arménie, plaquette, 1918.
- Visions infernales, Gallimard, París, 1924

### Miscelánea
- La Défense de Tartuffe, Société littéraire de France, París, 1919.
- Ce livre devait avoir initialement pour titre Le Christ à Montparnasse
- D'un carnet de notes, Crét, Talence, 1958.

### Tragedias
- Trois nouveaux figurants au Théâtre de Nantes, 1919,  galerie Barbazanges, París.
- Ruffian toujours, truand jamais. 1919, galerie Barbazanges, París, 1920.
- Le Siège de Jérusalem‚ grande tentation céleste de Frère Matorel. Kahnweiler, París, 1914.
- Dos d'Arlequin, Le Sagittaire, París, 1921.
- La Police napolitaine, 1929, éd. in Théâtre I, Cahiers Max Jacob, Saint-Benoît-sur-Loire, mars 1953.
- Paris province, Théâtre Daniel Sorano, Toulouse, 15 avril 1986.
- Le Journal de modes ou les ressources de Florimond, farce en un acte., Théâtre Daniel Sorano, Toulouse, 15 avril 1986.

## Galería de pinturas (parcial)

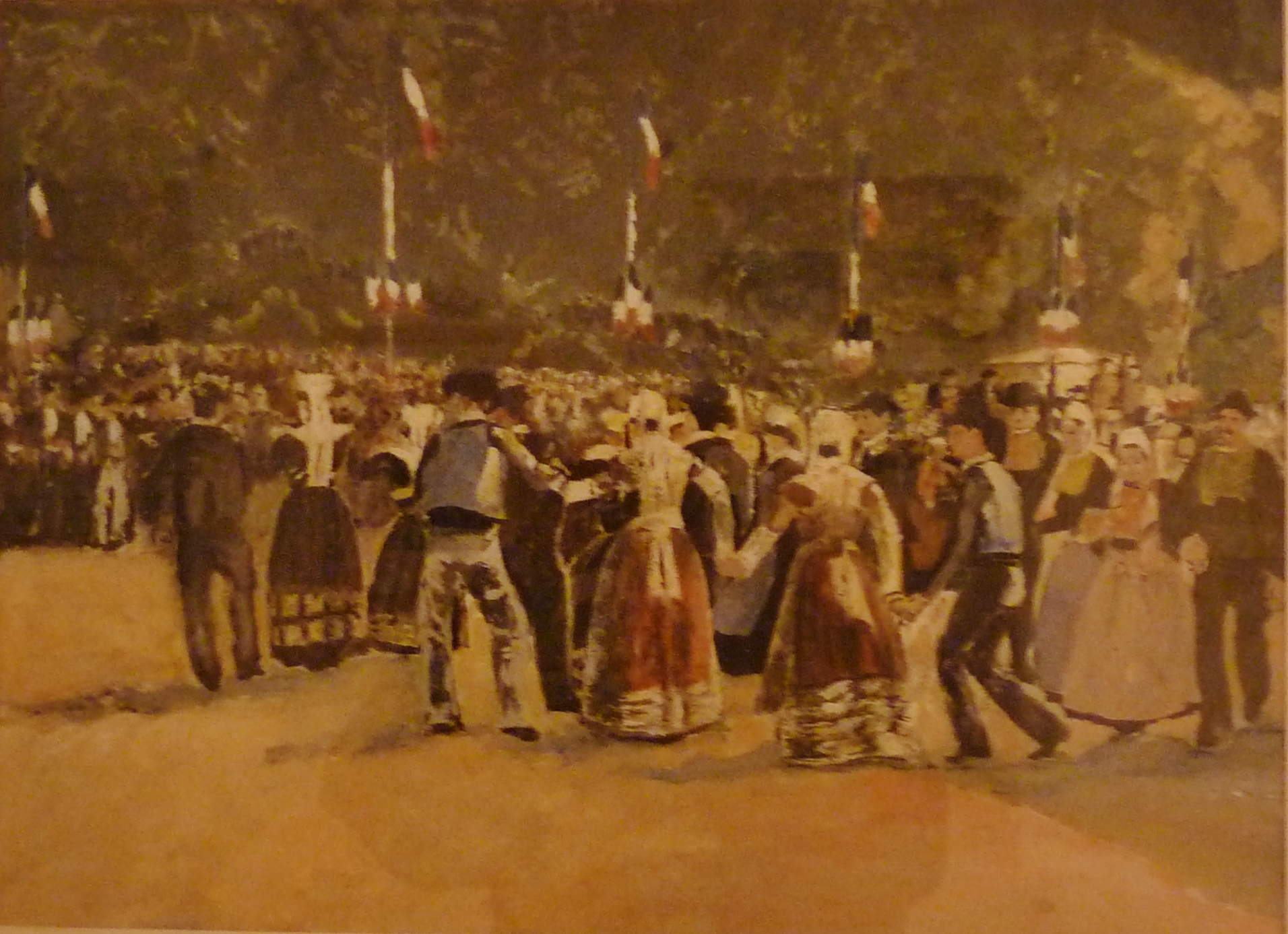
Fiestas en Quimper
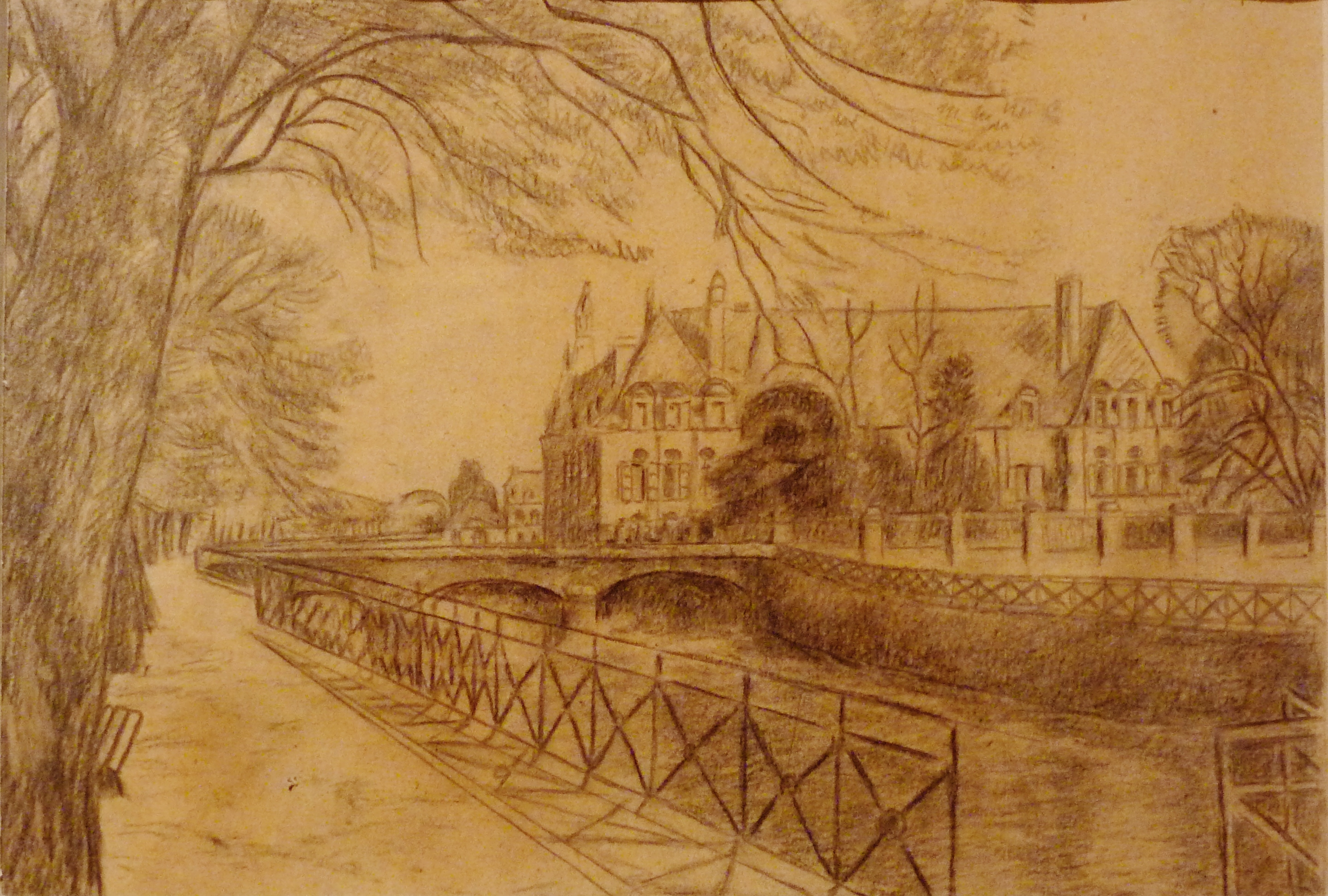
El Odet[31] frente a la prefectura
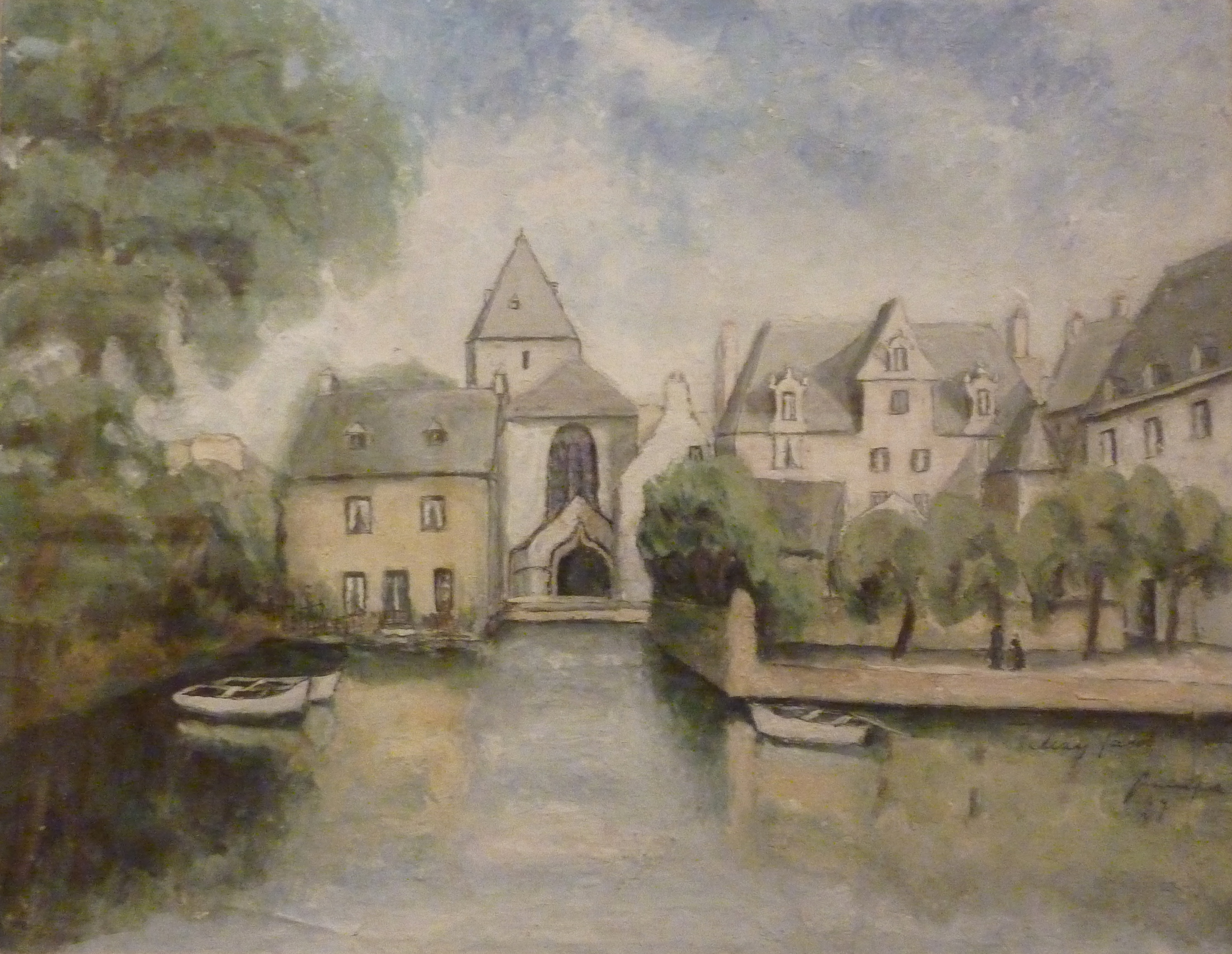
La iglesia de Locmaria
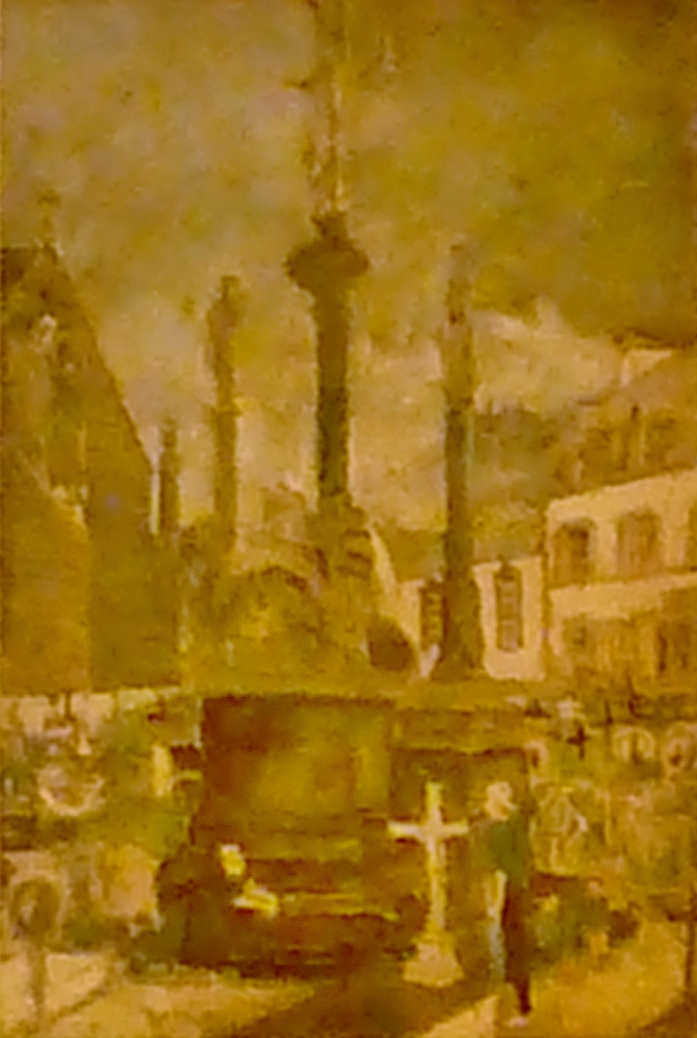
Calvario Guengat
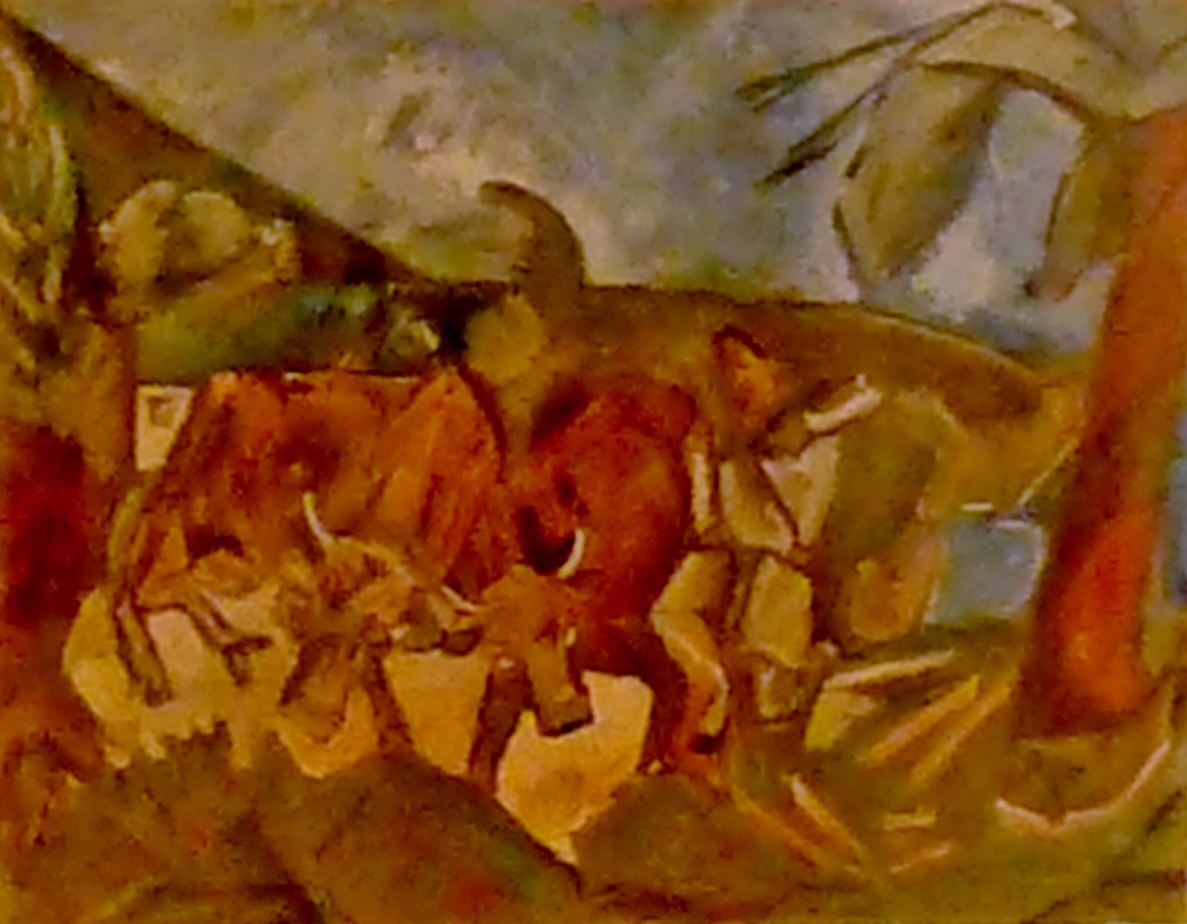
Vacas en un paisaje
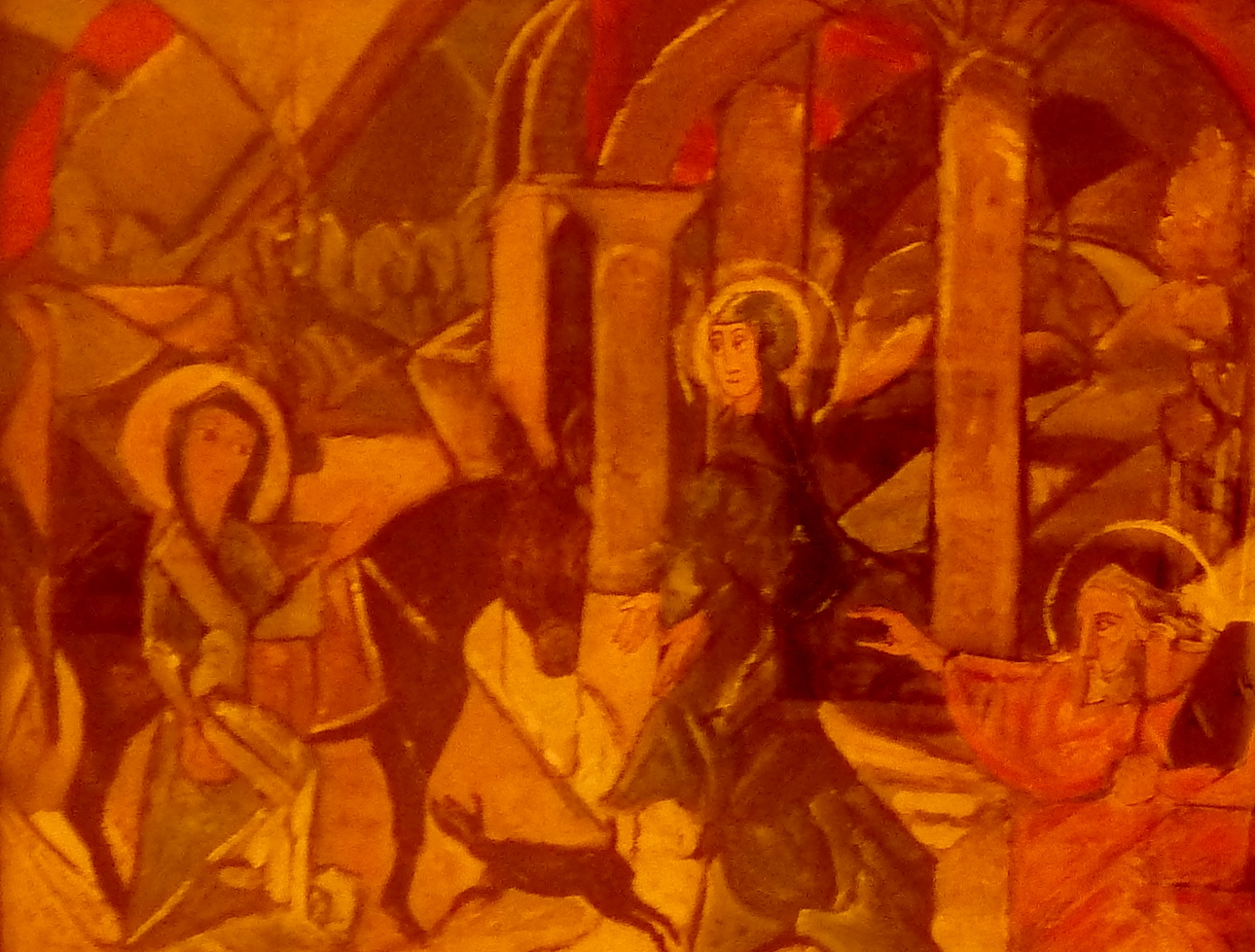
La Visitación
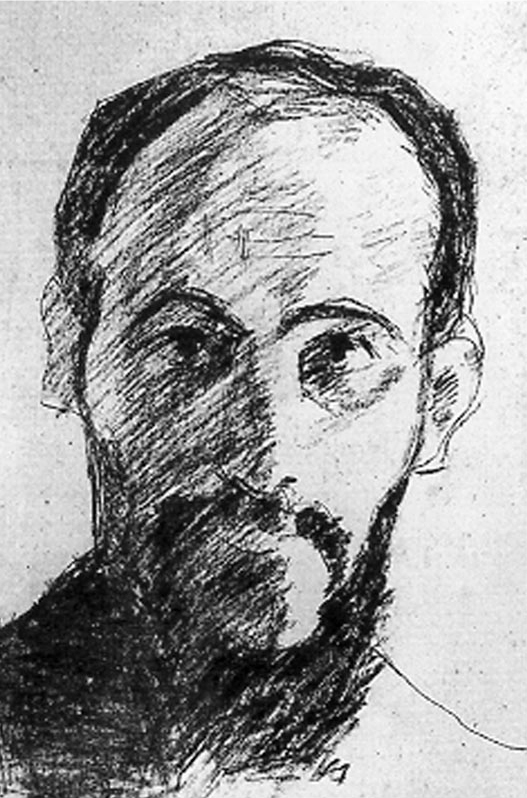
Autorretrato